# Montag
Der Montag ist der erste Wochentag nach international standardisierter Zählung (ISO 8601/DIN 1355 seit 1976; vorher: Sonntag), nach abrahamitischer (jüdisch-christlich-muslimischer) und mittelalterlicher Wochentagszählung der zweite.
Der Name ist eine Lehnübersetzung aus lateinisch Dies Lunae ‚Tag der [Mondgöttin] Luna‘.
| Sprache             | Bezeichnung                    | Bedeutung                                                    | Anmerkungen |
| ------------------- | ------------------------------ | ------------------------------------------------------------ | --- |
| Latein              | dies lunae                     | Tag des Mondes                                               | wörtliche Übersetzung |
| Albanisch           | E hënë                         | Tag des Mondes                                               | wörtliche Übersetzung |
| Italienisch         | lunedì                         | Tag des Mondes                                               | wörtliche Übersetzung |
| Isländisch          | mánudagur                      | Tag des Mondes                                               | wörtliche Übersetzung |
| Norwegisch, Dänisch | mandag                         | Tag des Mondes                                               | wörtliche Übersetzung |
| Katalanisch         | dilluns                        | Tag des Mondes                                               | wörtliche Übersetzung |
| Spanisch            | lunes                          | (Tag) des Mondes                                             | wörtliche Übersetzung |
| Französisch         | lundi                          | Tag des Mondes                                               | wörtliche Übersetzung |
| Esperanto           | lundo                          | Tag des Mondes                                               | aus den romanischen Sprachen |
| Bengalisch          | সোমবার                           | Tag des Mondgottes (Soma)                                    | wörtliche Übersetzung |
| Althochdeutsch      | mānetag                        | Mond-Tag                                                     | wörtliche Übersetzung |
| Deutsch             | Montag                         | Mond-Tag                                                     | wörtliche Übersetzung |
| Englisch            | Monday                         | Mond-Tag                                                     | wörtliche Übersetzung |
| Ungarisch           | hétfő                          | Haupt der Sieben (= Woche)                                   | Wochenanfang |
| Litauisch           | pirmadienis                    | erster Tag                                                   | wörtliche Übersetzung |
| Estnisch            | esmaspäev                      | erster Tag                                                   | wörtliche Übersetzung |
| Russisch            | Понедельник Ponedel'nik        | nach der Woche (= alt. Sonntag)                              | wörtliche Übersetzung |
| Polnisch            | Poniedziałek                   | nach dem Sonntag                                             | wörtliche Übersetzung, während Sonntag feminin ist, ist Montag maskulin |
| Kaschubisch         | Pòniedzôłk                     | nach dem Sonntag                                             | wörtliche Übersetzung, während Sonntag feminin ist, ist Montag maskulin |
| Kroatisch           | Ponedjeljak                    | nach dem Sonntag                                             | wörtliche Übersetzung, während Sonntag feminin ist, ist Montag maskulin |
| Bulgarisch          | Понеделник Ponedelnik          | nach dem Sonntag                                             | wörtliche Übersetzung, während Sonntag feminin ist, ist Montag maskulin |
| Ukrainisch          | Понеділок Ponedilnok           | nach dem Sonntag                                             | wörtliche Übersetzung, während Sonntag feminin ist, ist Montag maskulin |
| Tschechisch         | pondělí                        | nach dem Sonntag                                             | wörtliche Übersetzung, während Sonntag feminin ist, ist Montag neutrum |
| Serbisch            | Понедељак / Ponedeljak         | nach dem Sonntag                                             | wörtliche Übersetzung, während Sonntag feminin ist, ist Montag maskulin |
| Slowakisch          | Pondelok                       | nach dem Sonntag                                             | wörtliche Übersetzung, während Sonntag feminin ist, ist Montag maskulin |
| Slowenisch          | Ponedeljek                     | nach dem Sonntag                                             | wörtliche Übersetzung, während Sonntag feminin ist, ist Montag maskulin |
| Bosnisch            | Ponedjeljak                    | nach dem Sonntag                                             | wörtliche Übersetzung, während Sonntag feminin ist, ist Montag maskulin |
| Mazedonisch         | Понеделник Ponedelnik          | nach dem Sonntag                                             | wörtliche Übersetzung, während Sonntag feminin ist, ist Montag maskulin |
| Türkisch            | Pazartesi                      | nach dem Sonntag                                             | wörtliche Übersetzung |
| Kurdisch            | dúschem                        | zweiter Wochentag                                            | wörtliche Übersetzung |
| Lasisch             | Tutaçxa                        | Tag des Mondes                                               | wörtliche Übersetzung |
| Neugriechisch       | Δευτέρα deutéra                | der zweite (Tag)                                             | wörtliche Übersetzung |
| Arabisch            | الاثنين al-ithnayn             | der zweite (Tag)                                             | wörtliche Übersetzung |
| Persisch            | دوشنبه do-schanbe              | der zweite Tag                                               | wörtliche Übersetzung |
| Hebräisch           | יום שני jom scheni             | der zweite Tag                                               | wörtliche Übersetzung |
| Portugiesisch       | segunda-feira                  | die zweite (liturgische) Feier (oder auch: der zweite Markt) | wörtliche Übersetzung |
| Chinesisch          | 礼拜一 星期一 libaiyi xingqiyi | erster Wochentag                                             | Chinesische Wochentage werden durchnummeriert 礼拜 libai ist die mehr südchinesische Variante des Wortes Woche und geht auf die Bedeutung „anbeten, verehren“ zurück 星期 xingqi ist der andere Mandarin-Begriff für Woche und setzt sich zusammen aus den Schriftzeichen 星 xing (= Stern) und 期 qi (= Zeitraum, Periode), könnte also mit „Sternenzeitraum“ übersetzt werden, ein Anklang an die ursprüngliche babylonische Bedeutung. |
| Japanisch           | 月曜日 getsuyôbi               | Mond-Wochentag                                               | Japanische Wochentage sind nach den Himmelskörpern benannt: Sonne und Mond, dann folgen fünf Planeten, die jeweils nach einem der fünf Elemente benannt sind. |
| Koreanisch          | 월요일 wolyoil                 | Mond-Wochentag                                               | Die koreanischen Wochentage sind ebenfalls nach den Himmelskörpern benannt. |
| Indonesisch         | Senin                          | nach dem Sonntag                                             | wörtliche Übersetzung, während Sonntag feminin ist, ist Montag maskulin |
| Euskara (Baskisch)  | astelehena                     | Erster Wochentag                                             | wörtliche Übersetzung |
| Thailändisch        | วันจันทร์                         | Tag des Mondes                                               | |

## Verlängertes Wochenende durch einen Feiertag am Montag
Wenn ein Feiertag auf einen Montag fällt (z. B. Oster- und Pfingstmontag), ergibt sich ein verlängertes Wochenende. In den USA wurden zu diesem Zweck einige Feiertage extra auf einen Montag gelegt:
- Martin Luther King, Jr. Day: 3. Montag im Januar
- George Washington’s Birthday: 3. Montag im Februar
- Memorial Day: letzter Montag im Mai
- Labor Day: 1. Montag im September (in den meisten Ländern feiert man den Tag der Arbeit am 1. Mai)
- Columbus Day: 2. Montag im Oktober
- Veterans Day: 4. Montag im Oktober

### Deutschlandweite Feiertage, die 2025–2029 auf einen Montag fallen
Im Folgenden sind die bundesweiten Feiertage aufgelistet, die in den Jahren 2025–2029 auf einen Montag fallen. Je nach Bundesland können noch weitere Feiertage hinzukommen.
- 2025: Ostermontag (21.04.), Pfingstmontag (09.06)
- 2026: Ostermontag (06.04.), Pfingstmontag (25.05.)
- 2027: Ostermontag (29.03.), Pfingstmontag (17.05.)
- 2028: Ostermontag (17.04.), Tag der Arbeit (01.05.), Pfingstmontag (05.06.), 1. Weihnachtsfeiertag (25.12.)
- 2029: Neujahr (01.01.), Ostermontag (02.04.), Pfingstmontag (21.05.)